# یاهو! انسرز
یاهو! انسرز (به انگلیسی: Yahoo! Answers) به‌معنی یاهو! پاسخ‌ها یک وب‌گاه اجتماعی پرسش و پاسخ (به انگلیسی: Question & Answer یا به‌طور مخفف Q & A) است. این وب‌سایت توسط شرکت یاهو! در ۵ ژوئیه ۲۰۰۵ راه‌اندازی و امکان مطرح کردن پرسش‌ها توسط کاربران یاهو ممکن گشت.
این وب‌گاه برای جایگزینی وب‌گاه قدیمی‌تر پرسش و پاسخ یاهو! به‌نام اَسک یاهو! (به انگلیسی: Ask Yahoo! به‌معنی بپرس از یاهو!) که در مارس ۲۰۰۶ قطع گردید تأسیس شد.
طبق آمار کام‌اسکور(comScore) یاهو! انسرز پس از وب‌گاه انسرز پربازدیدترین وب‌گاه پرسش و پاسخ در آمریکا است.